# Proroci islámu

Jméno Muhammadovo v kaligrafickém zápisu do arabského písma.

Islám uznává ve své tradici velké množství proroků. Někteří pochází z Bible, jiní z předislámské tradice, přičemž Mohammed je mnohými muslimy brán jako poslední z proroků („pečetí“). Postavy jako Adam, Noe, Abrahám, Mojžíš i Ježíš jsou z hlediska islámu pravověrnými muslimy.

## Význam proroků v různých odvětvích islámu
Muhammad jako poslední prorok se týká zejména sunnitského islámu, protože v řadě sekt odštěpených od islámu se prorocké nebo pseudoprorocké tendence vyskytovaly (například u hašašínů a řady jiných). V šíitském islámu je za autoritu pokládán ajatolláh, který by měl být z Prorokova rodu, ale nemá autoritu prorockou v pravém slova smyslu.

## Zdroje islámské tradice
Islám čerpá příběhy o prorocích především ze 3 zdrojů:
- Korán
- Hadísy (ústní tradice a výroky, připisované Mohamedovi)
- Spisy islámských historiků, kteří sebrali před-islámské a biblické příběhy, tradované na arabském poloostrově

Islám uznává většinu biblických proroků (některé vynechává a pomíjí, zvláště tzv. Menší proroky) a činí z nich muslimy.
"A hle, uzavřeli jsme s proroky úmluvu, s tebou (Mohamedem), s Noem, s Abrahamem, s Mojžíšem i s Ježíšem synem Mariiným, a uzavřeli jsme s nimi úmluvu přísnou..." Korán 33:7

## Dispensace proroků
Islámské proroky lze rozdělit do několika různých časových skupin (podle historické a teologické posloupnosti):
1. Předpotopní proroci (Adam, Ábel, Seth, Enoch, Noe a další)
2. Proroci mezi potopou a egyptským zajetím (Húd, Sálih, Abrahám, Lot, Izmael, Izák, Jákob, Josef, Job a další)
3. Proroci od exodu k Šalamounovi (Šuajb, Mojžíš, Áron, Jozue, Samuel, David, Šalamoun a další)
4. Proroci doby královské (Jonáš, Eliáš, Izajáš, Jeremjáš, Daniel, Ezechiel, Ezdráš a další)
5. Proroci novozákonní doby (Zachariáš, Jan Křtitel, Marie, Ježíš a další)
6. Prorok Mohamed jako pečeť proroků

## Proroci od stvoření do potopy

### Adam
Adam je taktéž první člověkem a prorokem podle Islámu. Korán vypráví biblický příběh o Adamovi s významnými odchylkami.

### Enoch (Idrís)
V Koránu se Henoch objevuje pod jménem Idris.

## Proroci od potopy k exodu

### Noe (Núh)
Noe je jedním z nejuznávanějších proroků Islámu. Pojednává o něm velké množství koránských súr i textů islámské tradice.

### Húd (Heber)
Húd je nejstarším ze všech předislámských proroků, které nenajdeme v Bibli, ale pouze v Koránu. Mytologie zasazuje Húda do období říše Ádovců.

### Sálih
Sálih je oblíbeným předislámským prorokem, který stál u zániku thámudovské civilizace. Jeho příběh je spojen s osudem posvátné velbloudice.

### Abrahám (Íbrahím)
Korán nepřejímá myšlenku vyvoleného židovského národa, ale přesto považuje Abraháma jednak za praotce Arabů (dle biblického líčení byl Izmael, Abrahámův syn z otrokyně Hagary, praotcem arabského národa), jednak za zbožného hanífu, tj. věrného ctitele jediného Boha. Je proto jedním ze vzorů čisté koránské víry, stejně jako pozdější proroci. Podle Koránu odešel do Sýrie/Palestiny z Babylonu.

## Proroci od exodu k Šalamounovi

### Mojžíš (Músa)
Mojžíš je pravděpodobně nejdůležitějším ze všech biblických proroků, kteří vystupují v Koránu. Ačkoliv se Mohamedova teologie soustředila na Abraháma, Mojžíš a jeho příběh zabírají jednoznačně největší počet veršů v Koránu ze všech prorockých postav.

### Jetro (Šuajb)
Mojžíšův tchán Jetro (Reuel), vystupující také v Bibli, je podle Koránu prorokem, vyslaným k Midjanovcům.

### Samuel (Shammil)
Samuel je zmiňován jak v islámské tradici, tak v Koránu (ačkoliv tam není přímo jmenován). Je mu přisuzován proroctví o příchodu Ježíše Krista a proroka Mohameda.

## Proroci doby královské

### Jonáš (Yunus nebo také Dhu n-Nún)
Jonáš je jedním z biblických proroků, kteří získali v islámu velikou oblibu. Korán Jonáše zmiňuje hned několikrát a existuje i súra, nazvaná přímo po něm.

### Jeremjáš (Aramayah)
Postava Jeremjáše (arabsky zvaného Aramayah) je také uznávána v islámské tradici. Není sice zmíněn v Koránu, ale pasáž v súře 17:2–8 obsahuje v některých tafsírech (komentářích ke
Koránu) výslovnou zmínku o proroku Jeremjášovi. Mnohem více informací o
tomto prorokovi však rozvíjí islámská tradice a mytologie, která kromě
jiného vypráví o jeho zázračném setkání s prorokem Danielem.

### Edzráš (Uzajr)
Ezdráš je jednou z okrajových postav Koránu. Koránský Ezdráš je pravděpodobně syntézou několika různých tradic.